# Conquista sassânida do Egito
A Conquista sassânida do Egito foi uma das campanhas da guerra bizantino-sassânida de 602-628 realizada entre 618 e 621 e que terminou com a vitória dos sassânidas, que conquistaram a Diocese do Egito e ocuparam a província. A queda de Alexandria, a capital do Egito romano foi um dos grandes eventos da campanha liderada pelo grande general persa Sarbaro.

## Contexto
O xá Cosroes II se aproveitou dos conflitos internos do Império Bizantino depois do golpe que derrubou o imperador Maurício e colocou Focas no trono para atacar as províncias romanas no oriente. Em 615, os persas já haviam expulsado os bizantinos do norte da Mesopotâmia, Síria e da Palestina. Determinado a erradicar o jugo romano na Ásia, Cosroes se voltou para a mais rica província oriental, o Egito, que era também o grande celeiro de grãos do império.

## Queda do Egito
A invasão persa do Egito começou em 617 ou 618, mas pouco se sabe dos detalhes, pois na época o Egito estava praticamente isolado do resto do império. O exército persa marchou direto para Alexandria, onde o governador Nicetas, o primo de Heráclio, não conseguiu montar uma defesa eficaz. Ele e o patriarca calcedônio de Alexandria, João V, fugiram para Chipre. De acordo com a "Crônica Cuzistã", Alexandria teria sido traída para os persas por um tal de Pedro em junho de 619.
Depois da queda da capital, os persas gradualmente estenderam seu controle para o sul, seguindo o curso do Nilo. As parcas operações de resistência mantiveram o exército ocupado, mas já em 621 a província estava sob controle.

## Consequências
O Egito permaneceria nas mãos dos persas por dez anos, governada a partir de Alexandria pelo general Sarbaro. Agora seguro no trono, Heráclio conseguiu reverter a situação e derrotou Cosroes, que ordenou que Sarbaro se retirasse do Egito. Quando ele se recusou, Heráclio inteligentemente ofereceu-se para ajudar o general a tomar para si o governo persa, semeando a desunião entre os persas. Eles chegaram num acordo e, no verão de 629, as tropas invasoras começaram a deixar o Egito.